# لي بينغ
لي بينغ (بالصينية: 黎兵) (16 مارس 1969 بقويتشو في الصين - ) هو مدرب كرة قدم ولاعب كرة قدم صيني في مركز الهجوم. شارك مع منتخب الصين تحت 23 سنة لكرة القدم ومنتخب الصين لكرة القدم. أما مع النوادي، فقد لعب مع كيكرز أوفنباخ وSichuan First City F.C. ‏ وLiaoning F.C. ‏ وGuangdong Winnerway F.C. ‏.

## وصلات خارجية
- لي بينغ على موقع قاعدة بيانات كرة القدم.إي يو (الإنجليزية)
- لي بينغ على موقع ناشيونال فوتبول تيمز (الإنجليزية)